# Bite-about Pele

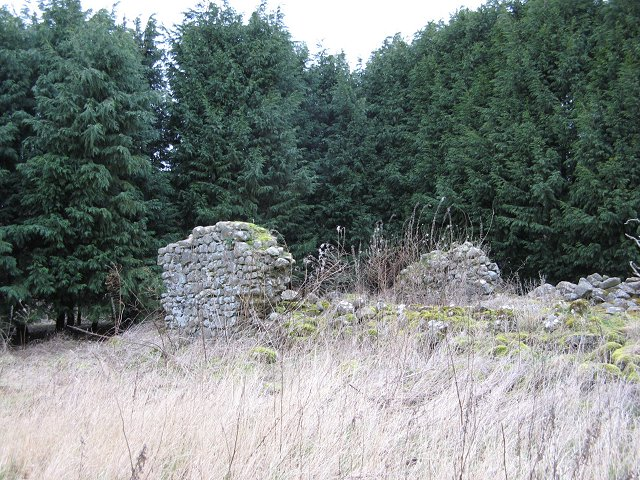
Die Überreste des Bite-about Pele

Bite-about Pele ist ein stark verfallener Peel Tower oder Bastle House in der Gemeinde Eccles zwischen den Dörfern Fogo und Swinton, südlich von Duns in der schottischen Council Area Scottish Borders. Historisch lag er in der traditionellen Grafschaft Berwickshire.
Das Gebäude stammt aus dem 16. Jahrhundert und gehört heute noch der Familie Trotter. Seinen eigenartigen Namen (dt.: Beiß-herum-Peel) erhielt es während einer Belagerung durch die Engländer, bei der die Verteidiger ihre Essensrationen Biss für Biss teilten.

## Quelle
- Eintrag zu Bite-about in Canmore, der Datenbank von Historic Environment Scotland (englisch)

Koordinaten: 55° 42′ 48,6″ N, 2° 20′ 44,2″ W